# Carlos Blanco Castañón
Carlos Blanco (Madrid, España; 5 de marzo de 1928-f. 9 de enero de 2011) fue un futbolista español naturalizado mexicano. Participó con la selección de México en los Mundiales de 1954 de Suiza y 1958 de Suecia. No jugó en Suiza, pero su debut como seleccionado fue en Suecia, cuando se empató a 1 gol contra Gales, conquistándose así el primer punto en Copas del Mundo.

## Clubes
| Club             | País   | Año       |
| ---------------- | ------ | --------- |
| C.F. Asturias    | México | 1945-1950 |
| Necaxa           | México | 1950-1952 |
| C.D. Marte       | México | 1953-1954 |
| Necaxa           | México | 1954-1955 |
| Deportivo Toluca | México | 1955-1958 |

## Participaciones en Copas del Mundo
| Mundial                        | Sede   | Resultado    |
| ------------------------------ | ------ | ------------ |
| Copa Mundial de Fútbol de 1954 | Suiza  | Primera Fase |
| Copa Mundial de Fútbol de 1958 | Suecia | Primera Fase |